# Thomas Erpingham
Sir Thomas Erpingham (1355 circa – 1428) è stato un generale inglese, al servizio di Giovanni Plantageneto, I duca di Lancaster, Enrico IV e Enrico V d'Inghilterra, celebre per il suo ruolo nella battaglia di Azincourt.

## Biografia

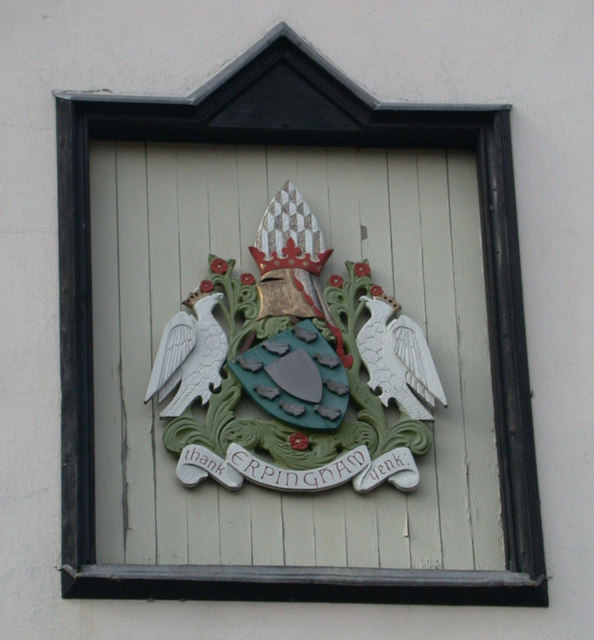
Erpingham Gate, dettaglio del blasone di Sir Thomas Erpingham

La sua lunghissima carriera di soldato (di circa 50 anni) lo vide principalmente attivo nella guerra dei cent'anni, ma combatté anche in Spagna, in Scozia, In Prussia e in Terra Santa. Dal servizio ad Edoardo il Principe Nero e Giovanni Plantageneto, I duca di Lancaster, fino al suo ruolo nella battaglia di Azincourt nel 1415, la sua carriera militare è profondamente legata alla dinastia Lancaster.
Thomas fu paggio di Giovanni Plantageneto nel 1380 come scudiero e da lui fu fatto cavaliere. Seguì Giovanni in Spagna. In seguito servì nella campagna in Scozia del 1385, che si concluse in un disastro, e nuovamente in Spagna nell'invasione poco proficua della Galizia, nel 1386. Nel 1390 fu uno dei trecento cavalieri che si recarono nelle regioni baltiche e si unì ai cavalieri dell'Ordine Teutonico, nell'assedio di Vilnius. Le Crociate del Nord erano organizzate dal figlio di Giovanni Enrico di Bolingbroke, allora conte Derby. Poi, alla fine di quello stesso anno, si recò in Terra santa, dove a Gerusalemme confermò la sua fama di guerriero, e, alla fine del 1393, rientrò in Inghilterra, viaggiando inoltre attraverso l'Italia.
Enrico di Bolingbroke fu esiliato nel 1398 da Riccardo II d'Inghilterra ed Erpingham dimostrò nuovamente la sua lealtà seguendolo. Riccardo II si impossessò delle terre sia di Bolingbroke che dei suoi fedeli, fra cui Erpingham. Nel luglio del 1399, sbarcò a Ravenspur con Bolingbroke, iniziando la campagna che avrebbe detronizzato Riccardo II. Fece parte dell'imboscata in cui fu catturato Riccardo II, lo scortò alla Torre di Londra e fece parte della commissione che sanciva il passaggio della corona da Riccardo II a Enrico di Bolingbroke.
Da quel momento ebbe importanti cariche pubbliche, fra cui quella di ciambellano a corte fino al 1404 e connestabile di Dover e Guardiano dei Cinque Ports fino al 1409, ruolo fondamentale nella difesa dell'isola di Gran Bretagna da possibili invasioni francesi. Nel 1401 entrò a far parte dell'Ordine della Giarrettiera. Con Enrico V, fu Lord Steward.
Nell'aprile del 1415, durante la spedizione di re Enrico in Francia, Erpingham prese il comando di 80 arcieri, presto divenuti 110. Nell'Agosto 1415, il re sbarcò con il proprio esercito a Harfleur, in Normandia, occupando la città. Anche se tentò di marciare direttamente contro Parigi, Enrico V scelse di compiere una spedizione di saccheggio attraverso la Francia in direzione della base inglese di Calais.
Il 25 ottobre, si tenne la celebre battaglia di Azincourt. Erpingham si posizionò nel centro dello schieramento, di fianco a re Enrico. Vista la sua esperienza di soldato, Enrico gli diede il comando totale degli arcieri dell'esercito, che formavano ben due terzi dell'armata inglese, e avrebbero avuto il ruolo cardine della battaglia. Le cronache riportano che Erpingham cavalcò avanti e indietro organizzando gli schieramenti e dando ordini.

## Nella cultura di massa
Thomas Erpingham è immortalato come personaggio nell'Enrico V di William Shakespeare e nella relativa versione cinematografica.